# St. Philipp und Jakob (Wischenhofen)

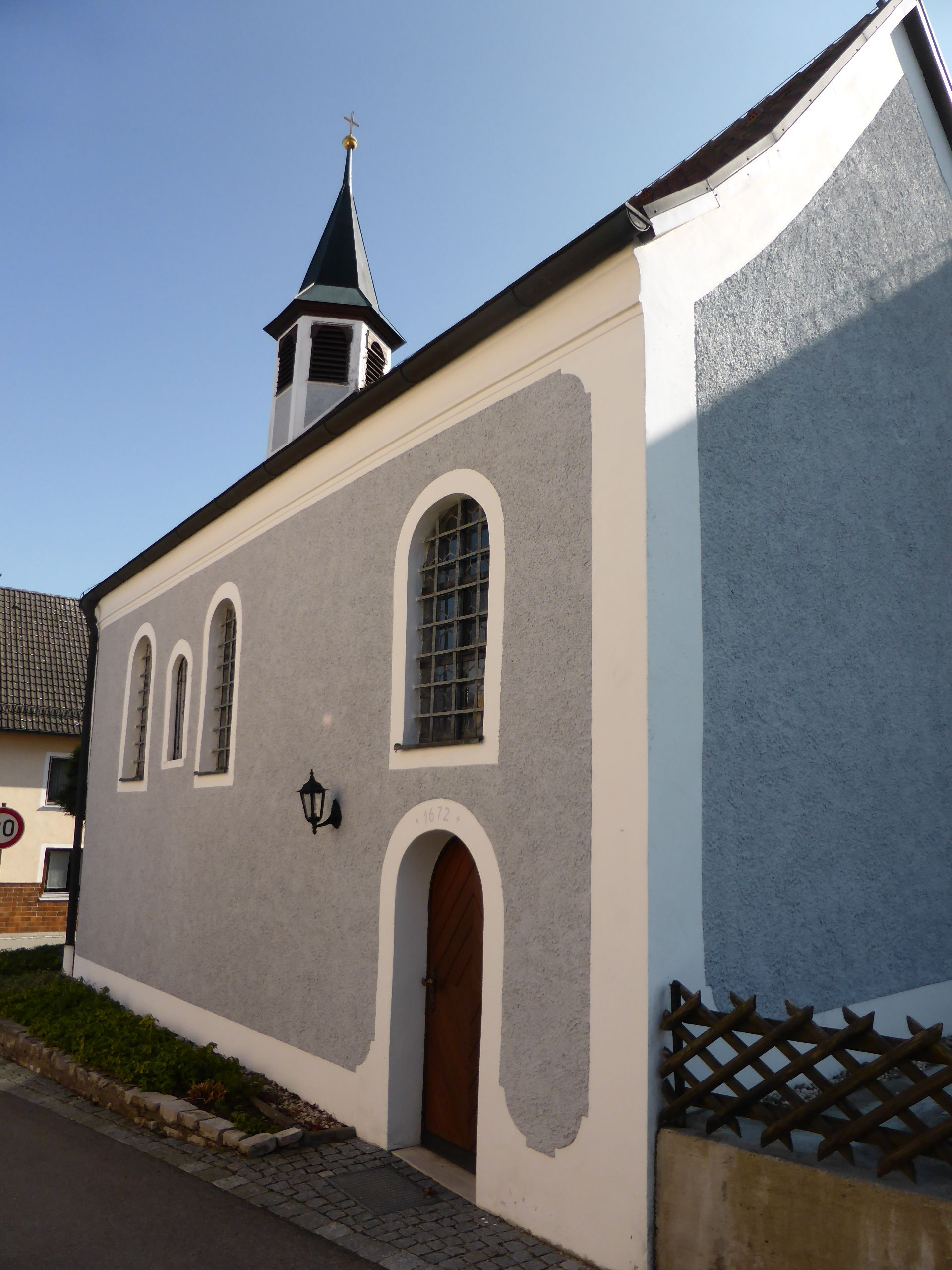
Filialkirche St. Philipp und Jakob in Wischenhofen

Die römisch-katholische Filialkirche St. Philipp und Jakob liegt im Ortsteil Wischenhofen von Duggendorf im Oberpfälzer Landkreis Regensburg von Bayern (Kapellenweg 1).

## Geschichte
Die Kirche war die Schlosskirche des Schlosses Wischenhofen. Im Dreißigjährigen Krieg wurde sie zerstört und gegen Ende des 17. Jahrhunderts wieder aufgerichtet. Als Erbauer gelten Wolf Heinrich Drechsel auf Teufstetten († 1706) und seine Frau Katharina von Teufstetten († 1717).

## Baulichkeit und Ausstattung
Das Kirchlein ist ein Satteldachbau mit einer abgerundeten Apsis und einem Dachreiter, der mit einem spitzen Turm gedeckt ist. Auf der Seitenwand sind drei Achsen vorhanden, auf Seite der Apsis sind zwei Ochsenaugen angebracht. Die Kirche ist mit dem Schloss durch ein Fenster verbunden, die Westempore war früher direkt vom Schloss aus zugänglich. Das Kirchenschiff ist flach gedeckt, an der Südseite ruht die Decke auf vorgekragten Segmentbögen, die auf Kragsteinen sitzen.
Der Altar stammt aus der Zeit um 1700. Er besitzt einen Aufsatz mit vier gedrehten Säulen. Links und rechts befinden sich Muschelnischen. Die Hauptfigur ist die Muttergottes als Patrona Bavariae. Rechts wird ihr Vater, der hl. Joachim, und links ihre Mutter, die hl. Anna, dargestellt (um 1600). Die Fassung stammt von dem Regenstaufer Maler und Vergolder Franz Wagner, sie wurde 1914 von dem Taufkirchener Maler Peter Keilhacker erneuert. An den Seitenwänden sind in Nischen spätgotische Figuren der hl. Barbara (um 1480) und des hl. Josef ausgestellt. Das Deckenbild zeigt die beiden Kirchenpatrone, den hl. Jakobus und den hl. Philipp. Das Deckengemälde stammt aus dem 20. Jahrhundert, ebenso ein auf Blechtafeln gemalter Kreuzweg.
Die Grabsteine des Gründerehepaares sowie der ihres Sohnes Reichsfreiherr Wolfgang Balthasar von Teufstetten, kurpfälzischer Oberstleutnant, befinden sich in der Kapelle. Alle sind mit Wappen ausgestattet und mit Akanthus umrahmt. Die Aufschriften lauten:
- Frey Reichs wohlgeborne frau anna Catharina Drechslin uff teufstetten hoffmarckhs Frau zu Wischenhofen Pfreundorf und schrotshofen, geb. fr. v. spilberg, †  9. Dez. 1717, 78 Jahre alt
- Frey Reichs wohlgeborene Wolffgang Heinrich Drechsel uff teufstetten Hoff Marcksherr zu Wischenhoffen ober und under Pfrandorf und schrottshoff, † 4. Mai 1700, 58 Jahre alt
- 1721 Den 8. Mai ist in gott entschlaffen der freyreichs  Wohlgeborene Herr Wolfgang Balthas. Drechsel, auf teuffstett. Hoffmarch-Herr zu wischenhoffe ober u. undter pfrandorf u. schrozhoffe, seines alters 54 jahr Sr. Churf. Drl. zu pfalz untder den Löb. Freudenberg. Regiment zu fues gewester Obristleutenant. Gott verleihe ihme die ewige Ruhe. Amen.

Die Kirche wurde letztmals 1983 renoviert.